# Тараня
Тараня (Rutilus heckelii) — вид риб роду плітка (Rutilus). Іноді розглядається як підвид плітки звичайної (Rutilus rutilus). Трапляється у розпріснених ділянках в Чорному та Азовському морях та прісних водах їх басейнів: річки Дон, Кубань, Дніпро, Дністер, рідко у Дунаї. Має промислове значення. У продаж потрапляє здебільшого у в'яленому вигляді.